# One Day in September
One Day in September (ook verschenen als: Ein Tag im September) is een met een Oscar beloonde Duits-Britse documentaire uit 1999 van regisseur Kevin Macdonald. De rolprent ging op 24 augustus 2000 in première.

## Inhoud
One Day in September gaat over het Bloedbad van München tijdens de Olympische Zomerspelen 1972, waarbij acht leden van de Palestijnse terreurbeweging Zwarte September elf Israëlische atleten en een Duitse politie-agent vermoordden. Er is aandacht voor archiefbeelden, de gebrekkige voorzorgsmaatregelen en voor een interview met de enige overlevende terrorist Jamal Al Gashey.
De volledige versie van One Day in September duurt 97 minuten. Acteur Michael Douglas doet de voice-over.

## Prijzen
- Academy Award voor Beste Documentaire
- British Independent Film Award - British Independent Film Awards
- Douglas Hickox Award - British Independent Film Awards
- Goldene Kamera (Dui)

## Dvd
One Day in September kwam op 20 december 2005 in de Verenigde Staten op dvd uit.